# アレックス・ハマーストーン
アレックス・ハマーストーン（Alex Hammerstone）のリングネームで知られるアレックス・ローデ（Alex Rohde、1991年1月17日 - ）は、アメリカ合衆国のプロレスラー。アリゾナ州フェニックス出身。長身を生かしたパワーファイトが得意。

## 概要
2013年、アリゾナのインディ団体でプロレスラーとしてデビュー。その後、複数のアメリカのインディー団体に参戦。
2017年、INOKIISM両国大会に参戦し、初来日を果たす。
2019年2月より、アメリカの団体・MLWに参戦。 同年6月に新設されたMLWナショナル無差別級王座の初代王者決定トーナメントに優勝。
7月にMLWとプロレスリング・ノアが提携し、8月にプロレスリング・ノアへ初参戦。「N-1 VICTORY」のAブロックにエントリーした。

## 主な獲得タイトル
FSW（Future Stars of Wrestling）
- FSWヘビー級王座（2回）
- FSWネバダ州王座（1回）
- FSWタッグ王座（1回）- with ジョー・グレイブス

ライオンズ・プライド・スポーツ（Lions Pride Sports）
- ライオンズ・プライド・スポーツ360王座（1回）

MLW（Major League Wrestling）
- MLWナショナル無差別級王座（1回：初代）

PPW（Paragon Pro Wrestling）
- PPWタッグ王座（1回）- with アレックス・チェンバレン

WCPW（West Coast Pro Wrestling）
- WCPWヘビー級王座

WCWC（West Coast Wrestling Connection）
- WCWCヘビー級王座
- WCWC太平洋北岸王座
- WCWCタッグ王座（1回）- with with ザ・グラップラー3

プロレスリング・イラストレーテッド
- PWI500 456位（2016年）

## 主な得意技

### フィニッシュ・ホールド
ナイトメア・ペンデュラム
フィニッシュ技。
ブレーンバスターの体勢で抱え上げている状態から、相手を空中で縦に1回転させて背面からマットへ叩き落とす。
ペンデュラム・ナイトメア
後藤洋央紀の昇天・改同じ技。
ブレーンバスターの体勢で垂直に担ぎ上げ、振り子のように前方に相手を後頭部から背中にかけてマットに叩きつけると同時に、自らは相手の体に体重をかけて倒れこみながら相手の胸板にエルボー・ドロップを突き刺す。
ストーン・ブレイカー
アルゼンチン・バックブリーカーの体勢で、相手を担ぎ上げて相手を前方に投げ落として自身の片膝に相手の顔面から落とす技。
ストーン・ブレイカー2
アルゼンチン・バックブリーカーの体勢から、相手の下半身を振り上げ、自分の横に縦に約180度回転させ、体勢に抱え上げて顔面又は全面、頭頂部から叩き落す技。バーニング・ハンマーに似ている技。

### その他得意技
エイス・ロウ・トス（8th ROW TOSS）
場外で相手をリフトアップ・スラムで担ぎ上げ、助走を付けて相手を観客席に投げ込む技。
スターリング・スープラープレックス
雪崩式の長滞空ブレーンバスター。
パワーボム
相手を前屈みにして、その正面に立ち、両腕を相手の腰周りに回して抱え込む。そこから相手の身体を反転させながら頭上あたりまで担ぎ上げて、そこから相手を前方に振り落として背面からマットに叩きつける技。相手を落とすときにジャンプして自身の両足を前方に開脚して、尻餅をするように着地して相手を落とすジャンピング式シットダウン式も使用することがある。
ストーンズ・オーバー・マイ・ハミー
アトミック・ドロップ、抱え込み式バックドロップの体勢で相手を担ぎ上げて相手の胴まわりを旋回させてから、左腕を軸に相手を反転させて同時に右サイドに自ら着地と同時に相手を投げ落として顔面から前面をマットに叩き落とす技。変形フェイスバスター。又は、走ってくる相手へのカウンターとして使用される。
ミサイル・キック
コーナー上からダイブしてのドロップキック。
バイシクル・キック
2段蹴りのモーションで放つビックブーツ
バル・キリー・ミサイルック
ジャンピング式のフロント・ハイキック。
主にカウンター技で使用する。
ジャンピング式のフロント・ハイキック。
デッドリフト・パンプ・ハンドル・フォールアウェイ
立っている相手の背後から相手の片腕を相手の股下を通して、手首を掴む。その状態でもう片腕を相手の首あたりにまわし、そのまま相手を持ち上げて後方へ勢いよく投げ捨てる。
オーバーヘッド・ベリー・トゥー・ベリー・スープレックス
投げ捨て式のフロント・スープレックス、雪崩式で投げ捨てる2種類を使用する。
ジャーマン・スープレックス
フロント・スープレックス
エクスプロイダー
ダブルアーム・スープレックス
通常のダブルアーム・スープレックス、長滞空式ダブルアーム・スープレックスの2種類を使用する。
エルボー
バックハンド・チョップ
ラリアット
片腕を相手の喉元などにぶつける技。
ドロップキック
ジャンプして両足をそろえ、両足の裏で相手を蹴り飛ばす技。
ジャンピング・ハイニー
スーパーキック
スープレックス
ベリー・トゥー・バック・スープレックス